# 홀스토메르

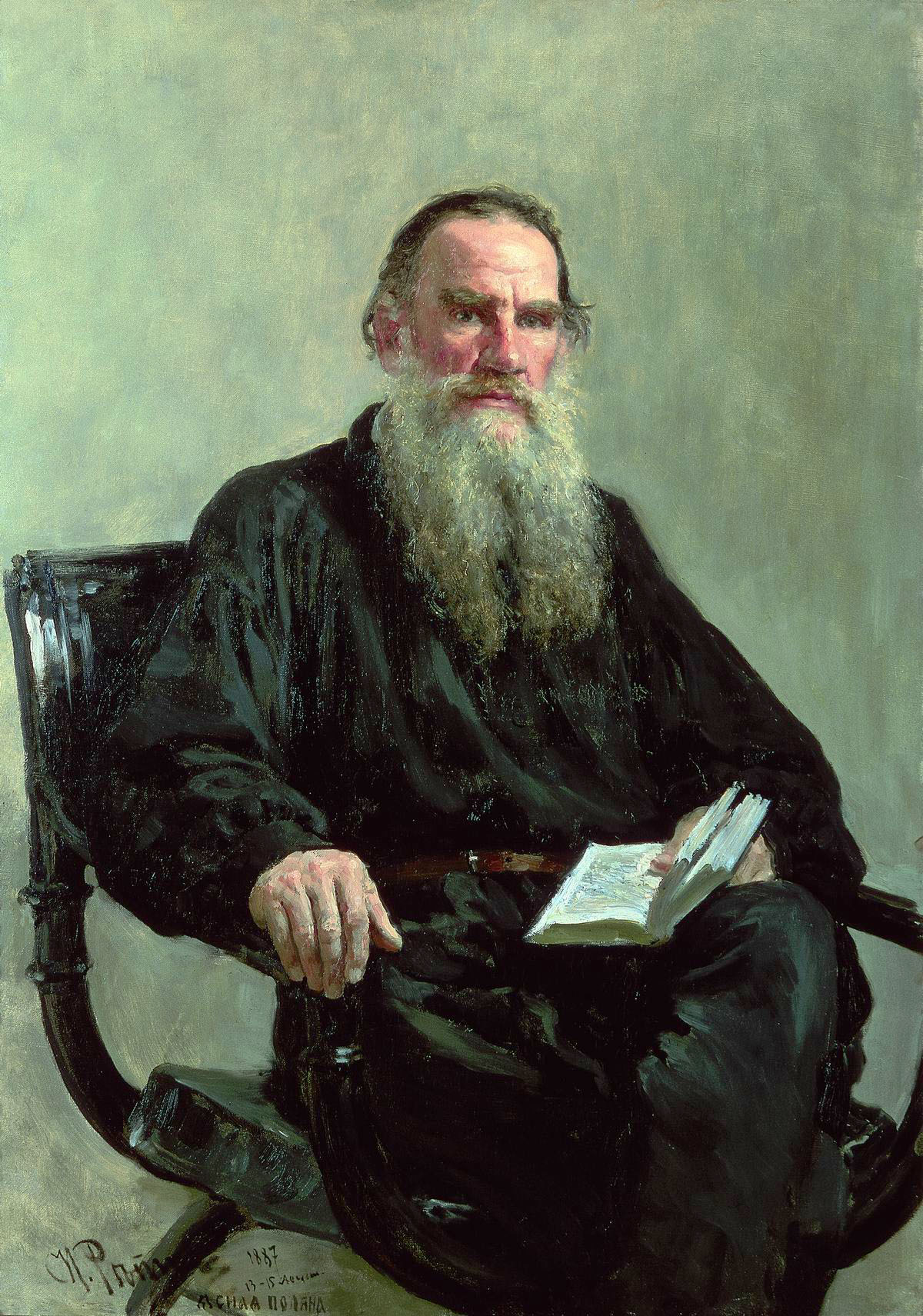

《홀스토메르》(러시아어: Холстомер)는 레프 톨스토이의 중편소설이다.

## 작품 소개
이 작품에서는 대조와 원자화를 통해 ‘날것 그대로의 삶의 진실’을 선명하게 드러내고, 선과 악, 미와 추의 구별 역시 더 분명하게 나타내려고 노력한다. 우리는 이러한 기법들을 통해 ‘세상과 올바른 관계 맺기’를 지향하는 저자의 자기표현을 읽어낼 수 있다. 이처럼 톨스토이의 예술 세계에 나타난 대조와 원자화는 궁극적으로는 톨스토이의 자기표현으로 귀결된다. 삶의 구속성과 존재의 유한성이 잘 드러난 이 작품은 개별적 장면과 묘사들이 반복되면서 어떤 리듬을 만들어내고, 내면적 풍경과 일상적 삶의 현실이 조응한다. 이러한 현상들이 종국에는 홀스토메르의 전 생애를 축조해 내는 것과 긴밀하게 관련된다. 또한 홀스토메르의 형상, 행위, 처한 상황, 이 모든 것이 그의 삶과 사랑, 삶과 죽음으로 귀착된다.

## 서지 정보
- 강명수 역, 2009년, 지식을만드는지식[깨진 링크(과거 내용 찾기)] ISBN 978-89-6406-371-2